# Flávio Canto
Flávio Vianna de Ulhôa Canto (Oxford, 16 de abril de 1975) es un deportista brasileño que compitió en judo.
Participó en dos Juegos Olímpicos de Verano en los años 1996 y 2004, obteniendo una medalla de bronce en la edición de Atenas 2004 en la categoría de –81 kg. En los Juegos Panamericanos consiguió tres medallas entre los años 1995 y 2003.
Ganó diez medallas en el Campeonato Panamericano de Judo entre los años 1996 y 2010.

## Palmarés internacional
| Juegos Olímpicos        | Juegos Olímpicos                | Juegos Olímpicos  | Juegos Olímpicos |
| Año                     | Lugar                           | Medalla           | Categoría        |
| ----------------------- | ------------------------------- | ----------------- | ---------------- |
| 2004                    | Atenas (Grecia)                 | Medalla de bronce | –81 kg           |
| Juegos Panamericanos    |                                 |                   |                  |
| Año                     | Lugar                           | Medalla           | Categoría        |
| 1995                    | Mar del Plata (Argentina)       | Medalla de bronce | –78 kg           |
| 1999                    | Winnipeg (Canadá)               | Medalla de plata  | –81 kg           |
| 2003                    | Santo Domingo (Rep. Dominicana) | Medalla de oro    | –81 kg           |
| Campeonato Panamericano |                                 |                   |                  |
| Año                     | Lugar                           | Medalla           | Categoría        |
| 1996                    | San Juan (Puerto Rico)          | Medalla de bronce | –78 kg           |
| 1997                    | Guadalajara (México)            | Medalla de oro    | –78 kg           |
| 1998                    | Santo Domingo (Rep. Dominicana) | Medalla de bronce | –81 kg           |
| 1999                    | Montevideo (Uruguay)            | Medalla de oro    | –81 kg           |
| 2002                    | Santo Domingo (Rep. Dominicana) | Medalla de bronce | –81 kg           |
| 2003                    | Salvador (Brasil)               | Medalla de oro    | –81 kg           |
| 2004                    | Isla de Margarita (Venezuela)   | Medalla de oro    | –81 kg           |
| 2006                    | Buenos Aires (Argentina)        | Medalla de oro    | –81 kg           |
| 2009                    | Buenos Aires (Argentina)        | Medalla de plata  | –81 kg           |
| 2010                    | San Salvador (El Salvador)      | Medalla de oro    | –81 kg           |